# Larsenaikia suffruticosa
Larsenaikia suffruticosa är en måreväxtart som först beskrevs av Robert Brown och George Bentham, och fick sitt nu gällande namn av Ined.. Larsenaikia suffruticosa ingår i släktet Larsenaikia och familjen måreväxter.
Artens utbredningsområde är Northern Territory, Australien. Inga underarter finns listade i Catalogue of Life.